# Santalís
El Santalís és una muntanya de 1.275 metres que es troba al municipi de les Valls d'Aguilar, a la comarca de l'Alt Urgell.